# 1454 Калевала
1454 Калевала (енгл. 1454 Kalevala) је астероид главног астероидног појаса чија средња удаљеност од Сунца износи 2,363 астрономских јединица (АЈ).
Апсолутна магнитуда астероида је 12,8 а геометријски албедо 0,249.